# 粉红色
粉紅色（英語：pink）是一種由紅色和白色混合而成的顏色，通常也被描述成為淡紅色。但是更準確的應該是不飽和的亮紅色，所以粉紅色一定不是冷色系。在一戰前，該顔色在歐美傳統文化中因有“稀釋血液”的意涵而與男性氣質相聯係，戰後則於女性氣質相聯。

## 历史、艺术和时尚
自古以来，文学作品中就有对粉色的描述。在约公元前800年创作的奥德赛中，荷马写道：“然后，在清晨的孩子，玫瑰指尖的黎明出现了……”罗马诗人们也描绘了这种颜色。Roseus 是拉丁语中表示“玫瑰色”或“粉红色”的词语。卢克莱修斯在他的史诗论事物的本质（De rerum natura）中用这个词来描述黎明。
粉红色在中世纪时尚中并不常见；贵族通常更喜欢更亮的红色，比如深红色。然而，它确实出现在女性的时装和宗教艺术中。在13世纪和14世纪的作品中，奇马布埃和杜乔描绘了基督孩子有时穿着粉红色，此色有關於基督的身体。
在文艺复兴时期的画作中，拉斐尔的粉红圣母中，基督孩子正在向圣母玛利亚赠送一朵粉红色的花。粉红色是婚姻的象征，显示了母子之间的精神结合。
在文艺复兴时期，粉红色主要用于描绘面部和手部的肤色。通常用于这种用途的颜料称为"浅赭石色"；它是由称为"赭石"或"威尼斯红"的红土颜料以及称为"圣约翰白"或石灰白的白色颜料混合而成。在他著名的15世纪绘画手册艺术之书中，Cennino Cennini 这样描述它："这种颜料是用最可爱、最轻的赭石制成，与在佛罗伦萨称为"圣约翰白"的白色混合研磨而成；而这种白色是由纯白和纯净的石灰制成的。当这两种颜料被充分研磨在一起后（即两份浅赭石色和第三份白色），将它们制成像半个核桃一样大小的小面团，然后让它们晾干。当你需要时，取出适量的颜料即可。如果你用它来绘制墙壁上的面部、手部和裸体，这种颜料会为你赢得极高的声誉..."

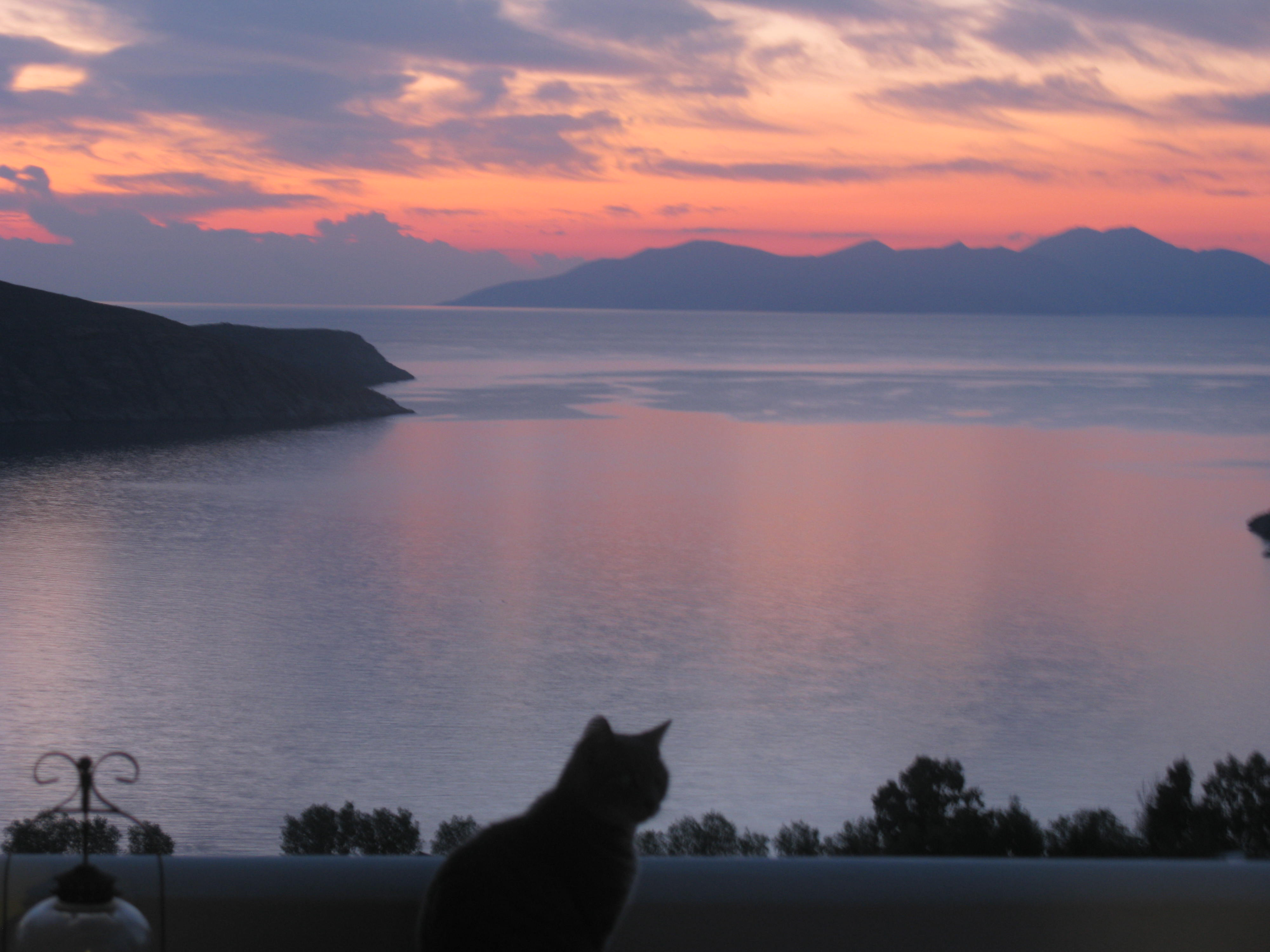
希腊诗人荷马在奥德赛中写道"早晨的孩子，玫瑰指尖的黎明"。希腊塞里福斯的日出。
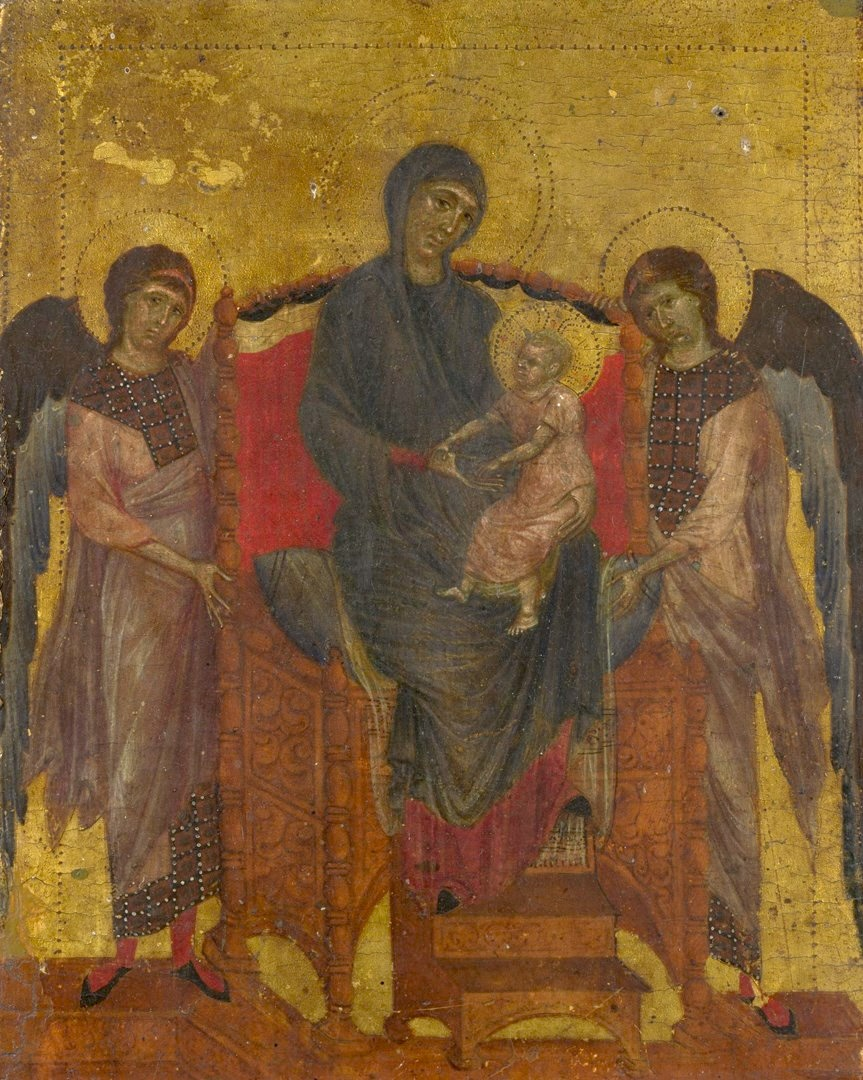
在早期文艺复兴时期，婴儿耶稣有时被描绘成粉红色，这与基督的身体有关。这幅作品是Cimabue的带有两个天使的圣母和圣子（1265–1280）。
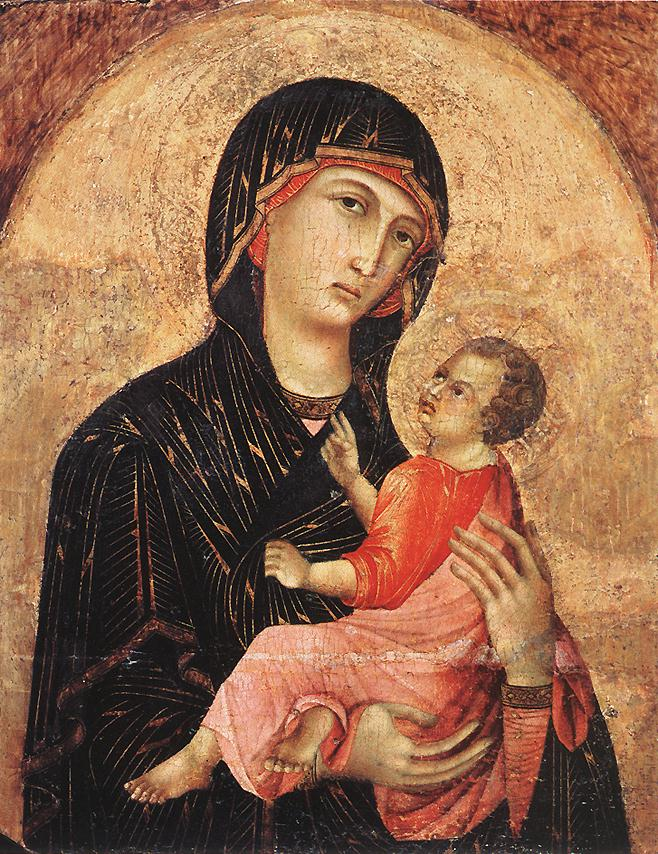
在1280年代，Duccio 也用粉红色描绘了基督的婴儿形象。
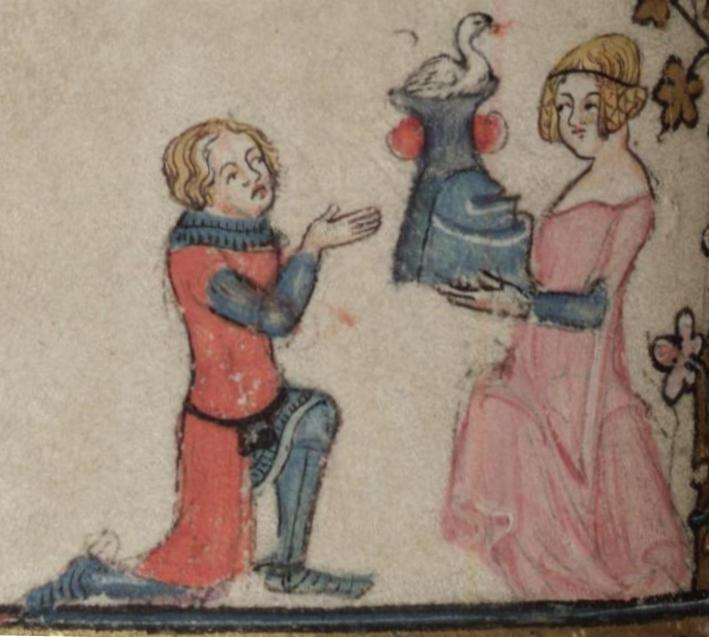
一名骑士穿着红色衣服，从一位穿着粉红色服装的少女那里接过一个带有天鹅冠的头盔，摘自英国手稿亚历山大之恋（1338-1344）。
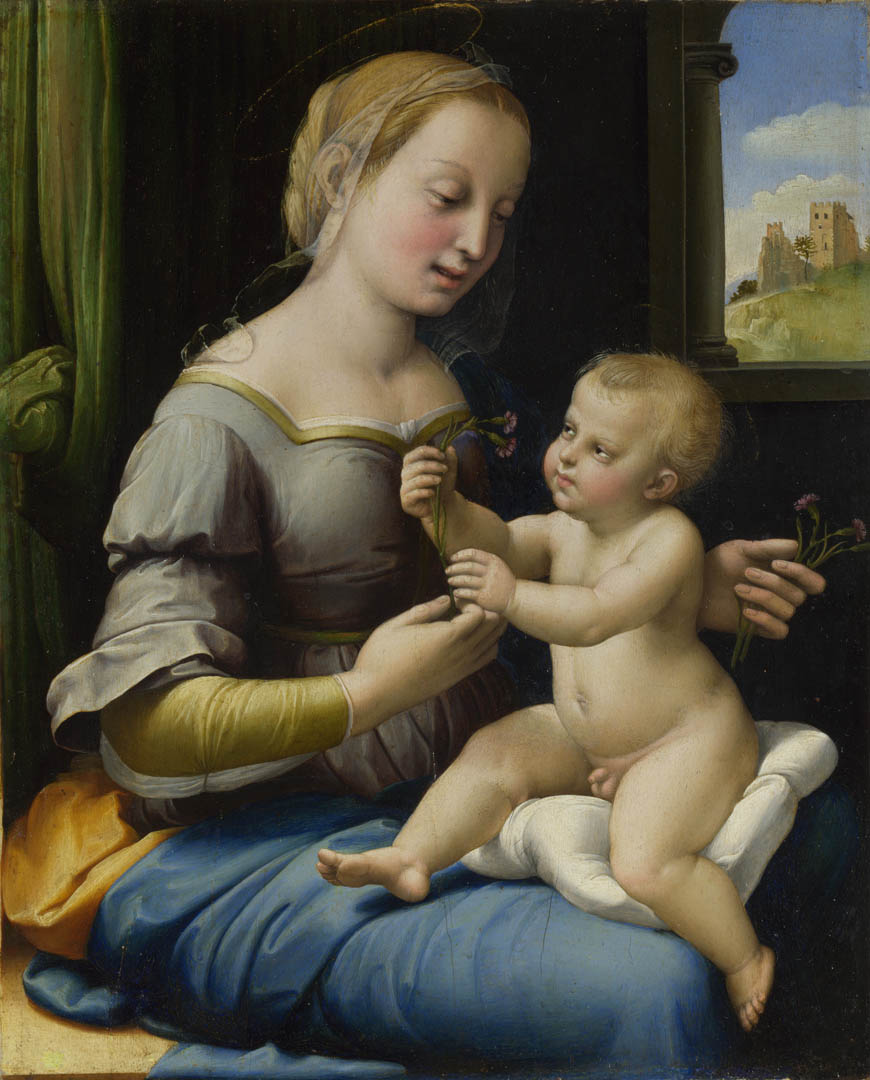
在拉斐尔的绘画作品粉红色的圣母中，约于1506-07年，基督圣子将一朵粉红色花朵送给圣母玛利亚，象征着母子之间的联结。

東漢《說文解字》：紅，帛「赤」「白」色也。清朝段玉裁注按「此今人所謂粉紅、桃紅也。」

## 用法、象征及通俗含义
- 從第一次世界大戰後，在性別角色裡粉紅色通常與女性氣质相联系，正如蓝色通常与男性气质相联系一样（但在戰前情況則恰好相反）。例如在慾望城市中，Carrie很多时候都穿着粉红色衣服。又如2012年时任中国总理的温家宝向湖南湘西武陵山区8岁男童龙英俊赠送一个粉红色书包时被对方以“我是男生，不要这个颜色。”为由拒绝接受，最后温家宝改为赠送一个象征男性的蓝色书包给龙英俊。[9]公共廁所常以粉紅色做為女用廁所的標示；藍色做為男用廁所的標示。有些情況會以紅色、橘色或是黃色來代表女性。
- 虽然《女士家庭周刊》於1918年有一版表示了相反的看法，说粉红色是“更坚决和强壮”，而蓝色是“更灵敏和优美”，并认为是“普遍接受的观念”。
- 在西方，成人电影通常称作“蓝色电影”，而在日本，则被称为“粉红色电影”。这常常与女性的含蓄，无辜、天真相联系。所以粉红色在日本也带有性的意味。
- 很多女权主义者则把粉红色与前女权主义相联系。他们通常把粉红色与旧时代的压迫和限制相联系。但是也有一些女性试图重新为旧式的女性风格正名，包括粉红色。
- 粉红色也与同性恋相联系，通常表现为粉红色三角形。这个符号是纳粹时代用来标记集中营中的同性恋囚犯的[10]。当时被判为有罪的同性恋男性被强迫穿戴有粉红色三角形的衣服。但是现在，粉红色已经被作为同性恋自豪的一个象征。一个与同性恋有关的荷兰新闻组就叫做nl.roze，roze在荷兰语中表示粉红色。
- 在撞球中，粉红色表示6分。
- 粉红色在京剧脸谱中代表年老的忠贞角色，如廉颇。
- 在泰国是星期二的幸运色。
- 指意识形态上接近赤色共产主义，共产党党外的群众。可能是小粉红一词的来源。例如在2008年5月开拍，江苏省委宣传部联合摄制[11]的新中国六十华诞献礼电视剧《人间正道是沧桑》第十集中[12]，出现过台词，“我早就观察你了, 你跟瞿教官一家走得很近, 你不是赤色, 也是粉红色”。《人间正道是沧桑》的剧本写作时间超过两年[13]。

### 粉紅色於性別
在歐洲和美國，粉紅色通常与女生联系在一起，而蓝色会与男生联系在一起。颜色第一次用作社會性别的标记是在一战的时候；粉紅色第一次用来确定为女性的标致，是在1940年代。20世紀時，欧洲各个国家对颜色与儿童社会标记联系的做法各异，一些国家通过孩子的肤色来划分相应的颜色，而一些国家的粉紅色并不如后世一样稳定，有时表示男孩，有时表示女孩。
在20世纪初期，美洲地区往往将粉色用于表示男孩，这种与后世迥异的颜色联系引起了许多人的注意。刊载于商业性出版物 Earnshaw's Infants' Department 1918年6月号的一篇文章提到：
普遍接受的规则是粉紅色属于男孩，蓝色属于女孩。原因在于粉紅色是更果断而强大的颜色，更加适合男孩；而蓝色则更加精致和讲究，配女孩更可爱。
造成粉色越来越多地被用于女孩，而蓝色被用于男孩的原因之一，是新化学染料的发明，促使儿童服装可以被批量生产并且可热水洗涤而不退色。在此之前，大部分小孩子的衣服，不管男女都是白色的，以便经常清洗。另一个原因，是蓝白水手服在年轻男孩子中的流行，这一潮流始于19世纪晚期。蓝色也是校服的常用颜色，男女生都适用。
到1950年代，粉紅色开始大量的跟女性特质联系在了一起，但是这种观念在那时并不像之后那样被认可和接受。
两位当代生物学的神经学家展开了一项对跨文化色彩偏好的实验，实验发现男性和女性对于色彩有着非常不同的喜好。实验分为男性组和女性组，实验中两组都表现出了对蓝色优于其它颜色的喜爱，但女性组对光谱上的红紫色系更为偏爱，而男性组则更喜欢黄绿色系。这个实验选择了成年人作为研究对象，发现了两组对象对蓝色的喜爱，但对象对于粉紅色的反应从未被研究过，尽管如此，大众刊物仍引用这个实验来证实女孩天生就对粉紅色有偏爱。这种误导反复出现在市场调研中，加深了美国文化中女孩和粉色的联系，虽然这种联系是建立在不存在的先天特征上。
为女孩设计的玩具经常在包装和玩具本身显著地显示出粉红色。Lionel火车模型（Lionel Trains）在1957年的玩具目录裡，提供了为女孩设计的粉色货运列车的模型。蒸汽火车头和煤水車是粉红色的，并且运货车厢是由各种各样柔和的颜色组成的。守車是淺蓝色的。这是一个失败的营销，因为任何一个想要鐵道模型的女孩都希望得到颜色符合实际的火车。而且，在1950年代的男孩们不想被别人看到玩粉红色的玩具火车。然而，如今这种模型却是非常有价值的收藏品。
在中国大陆，北京的一所学校，某老师因禁止学生穿戴粉色服饰和鞋子，所以也被视作学生为追求衣着自由之权利的颜色。

## 颜色代码
- 網絡編碼 = #FFC0CB
- RGB紅綠藍光系統 = (紅255, 綠192, 藍203)
- CMYK四色印刷系統 = (青0, 品紅63, 黃52, 黑0)
- HSV系統 = (原色350, 飽和度25, 亮度100)